# Acapulco 1922 & the Lonely Bull
Acapulco 1922 & the Lonely Bull è un album discografico a nome di Al Caiola e Ralph Marterie, pubblicato dalla casa discografica United Artists nel dicembre del 1962.

## Tracce
Lato A
1. Acapulco 1922 – 2:27 (Eldon Allan (Dave Alpert))
2. Fandango – 1:48 (Frank Perkins, John Bradford)
3. Mexicali rose – 2:29 (Helen Stone, Jack Tenney)
4. It Happened in Monterey – 2:03 (Billy Rose, Mabel Wayne)
5. El pecador – 2:59 (Mitchell Parish, Alexandro Roth)
6. El relicario – 2:32 (José Padilla Sánchez)

Lato B
1. The Lonely Bull – 2:06 (Sol Lake)
2. El Cid – 2:39 (Paul Francis Webster, Miklós Rózsa)
3. The Breeze and I – 1:57 (Al Stillman, Ernesto Lecuona)
4. Cielito lindo – 2:50 (Carlos Fernandez)
5. Blue Tango – 2:21 (Mitchell Parish, Leroy Anderson)
6. La paloma – 2:53 (Sebastián Iradier)

## Musicisti
- Al Caiola - chitarra
- Ralph Marterie - tromba
- Altri musicisti sconosciuti

Note aggiuntive
- Leroy Holmes - produttore
- Emmett McBain - copertina album
- Norman Weiser - note retrocopertina album[2]